# Municipio de Heath Creek
El municipio de Heath Creek (en inglés: Heath Creek Township) es un municipio ubicado en el condado de Pettis en el estado estadounidense de Misuri. En el año 2010 tenía una población de 624 habitantes y una densidad poblacional de 4,33 personas por km².

## Geografía
El municipio de Heath Creek se encuentra ubicado en las coordenadas 38°51′50″N 93°6′52″O / 38.86389, -93.11444. Según la Oficina del Censo de los Estados Unidos, el municipio tiene una superficie total de 144.2 km², de la cual 143,39 km² corresponden a tierra firme y (0,56 %) 0,81 km² es agua.

## Demografía
Según el censo de 2010, había 624 personas residiendo en el municipio de Heath Creek. La densidad de población era de 4,33 hab./km². De los 624 habitantes, el municipio de Heath Creek estaba compuesto por el 98,88 % blancos y el 1,12 % eran de una mezcla de razas. Del total de la población el 0,96 % eran hispanos o latinos de cualquier raza.